# Park van lijn 28
Het Park van lijn 28 (Frans: Parc de la ligne 28) is een park gelegen in de Belgische gemeente Sint-Jans-Molenbeek. Het park langs de treinsporen van lijn 28, werd aangelegd in 2013-2014 met middelen van Beliris op een braakliggende industriële site. De aanleg kostte 4.356.000 EUR. Voor de aanleg lag het terrein er verwilderd en verlaten bij.
Het park werd ontworpen door de landschapsarchitecten van SWECO Belgium.
Het terrein ligt tussen de Charles Demeerstraat, de Jean Dubrucq- en de Belgicalaan en bezit een speeltuin voor kinderen en sportfaciliteiten voor tieners. De wandelpaden verbinden de omliggende straten met elkaar. Het park is ondanks de hoogteverschillen toegankelijk voor personen met beperkte mobiliteit en fietsers.
In 2016 droeg de gemeente het beheer over aan Leefmilieu Brussel.

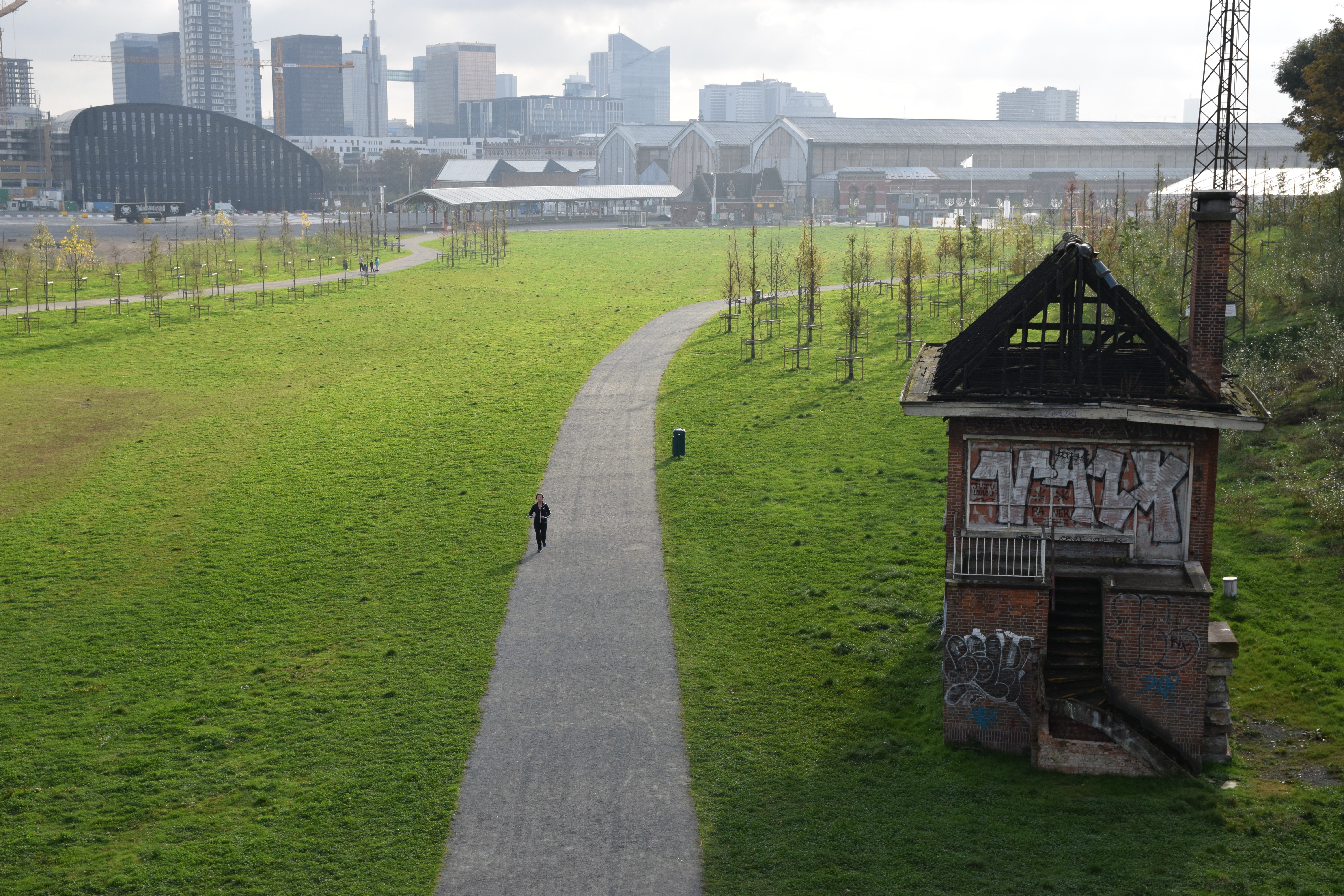
Het park met de Brusselse skyline op de achtergrond
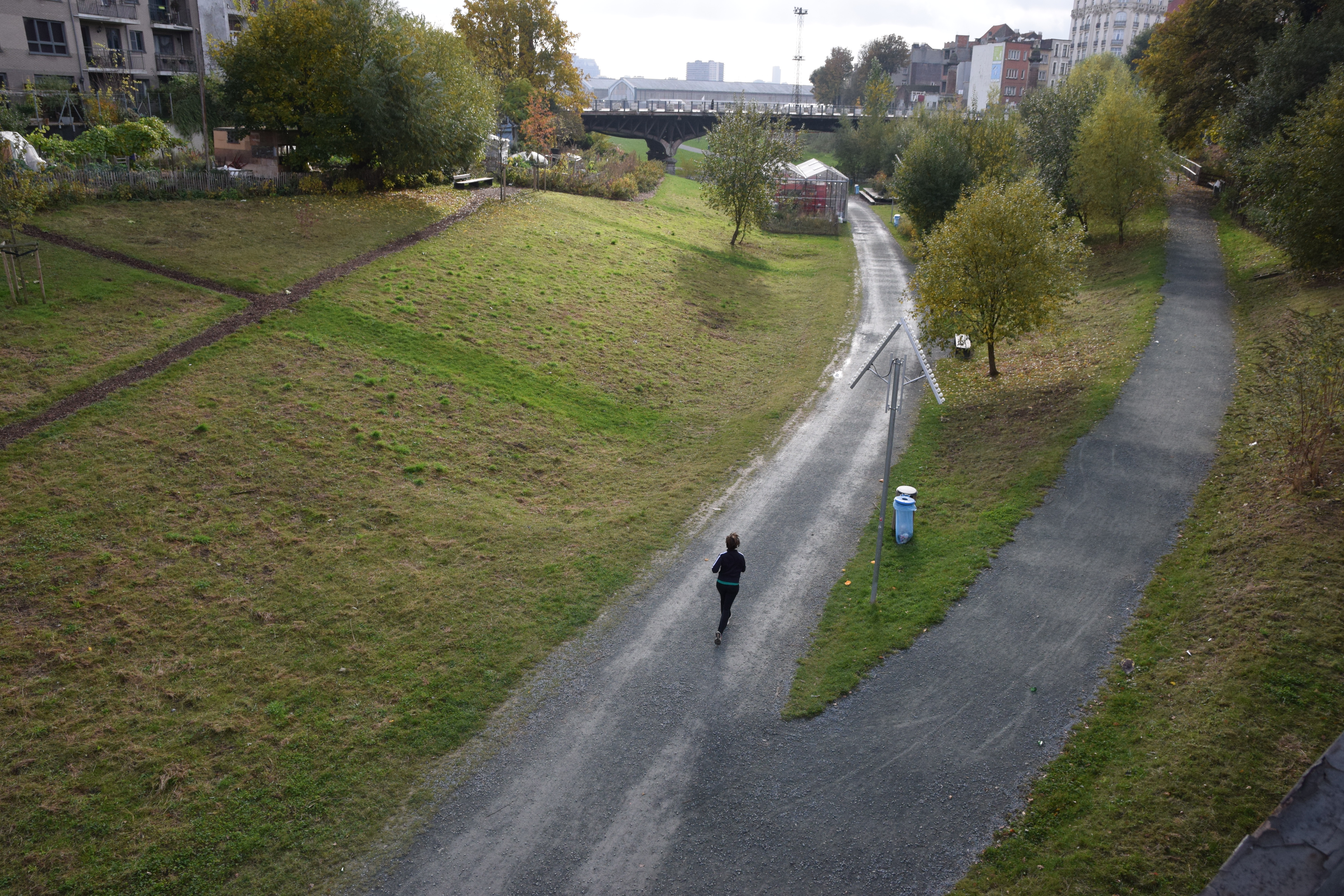
De parkfarm, een van de bijzonderheden
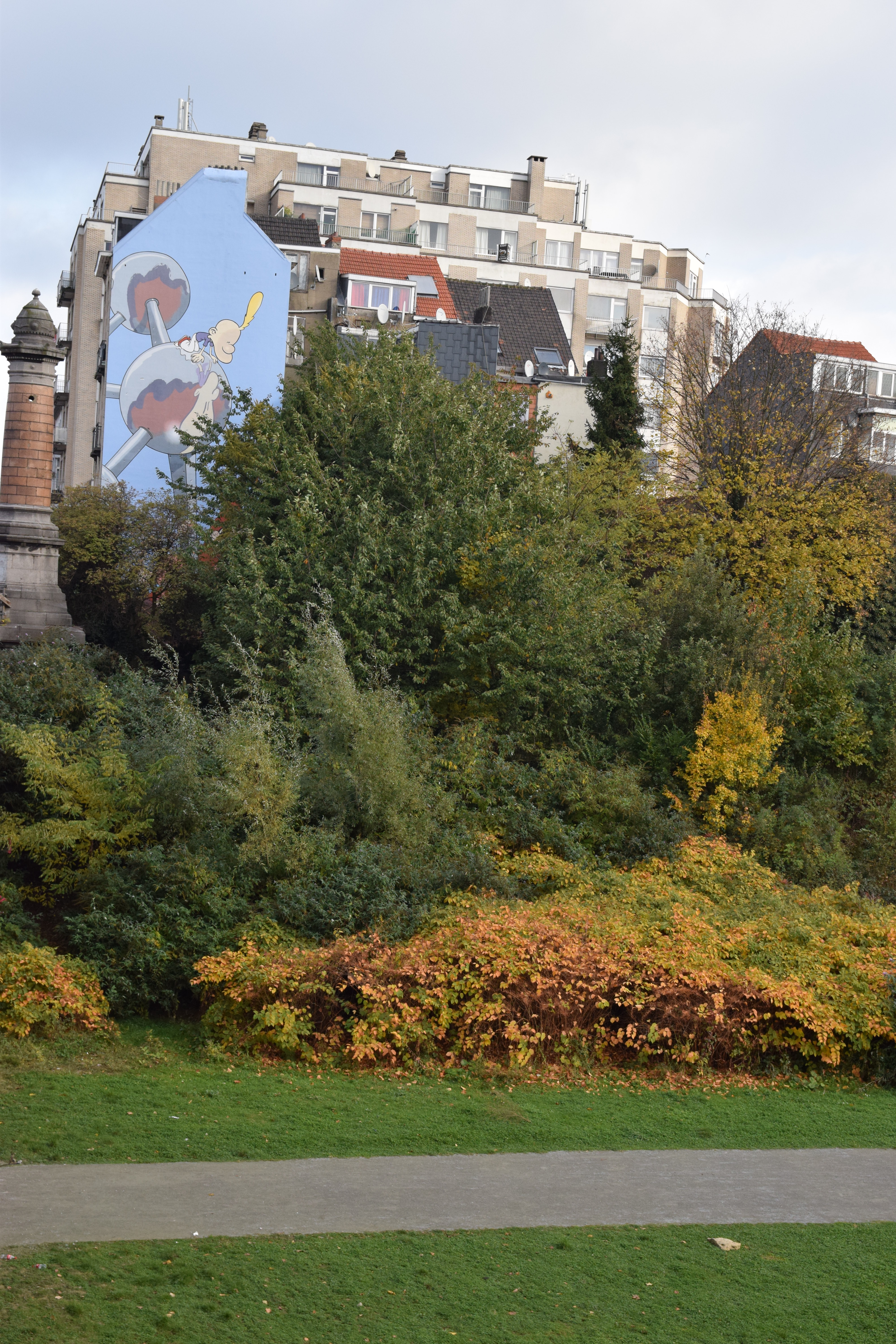
Een van de stripmuren langs het park